# Chantiers navals Fujinagata

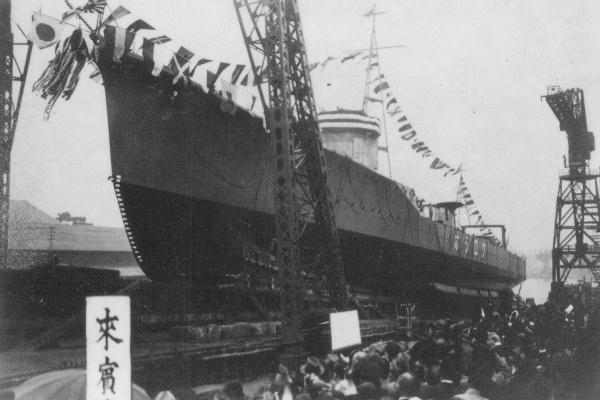
Le destroyer Kuroshio mis à l'eau à partir des chantiers navals Fujinagata en 1938.

Les chantiers navals Fujinagata (藤永田造船所, Fujinagata Zōsenjo) sont un site de production de navires et de voitures de trains situé à Osaka.

## Histoire
Fujinagata prétend avoir été fondé en 1689, ce qui en ferait l'un des plus anciens constructeurs navals du Japon. À l'origine nommé Hyōgo-ya et situé dans le centre d'Osaka, il passe un contrat avec des représentants du shogunat Tokugawa en 1854 pour produire des navires de guerre à voile pour la nouvelle marine féodale du shogunat. En 1869, avec l'aide de conseillers étrangers allemands, des navires de guerre modernes de style occidental y sont conçus et produits. 
Après la restauration de Meiji de 1868, les chantiers navals se concentrent sur des applications civiles et, en 1870, mettent à l'eau leur premier navire commercial de style occidental. C'est une première pour un chantier naval privé au Japon.
En 1874, les chantiers navals déménagent dans l'arrondissement de Nishi-ku et la compagnie est officiellement renommée « chantiers navals Fujinagata ». En 1884, les principaux chantiers navals sont relocalisés dans l'arrondissement de Taishō-ku.
En 1900, Fujinagata produit son premier navire marchand entièrement en métal, le Nagata Maru II. En 1917, de nouveaux chantiers navals sont ouverts dans l'arrondissement de Sumiyoshi-ku. Fujinagata ouvre officiellement un service de réparation naval en 1919. 
Le 31 mai 1921, le destroyer Fuji est mis à l'eau. C'est le premier d'une série de cinquante-six que Fujinagata produira pour la marine impériale japonaise.
Grâce à de nouveaux contrats, Fujinagata installe son bureau de direction dans de nouveaux bâtiments et augmente sa rapidité de production. Il s'agrandit cependant trop vite et connaît bientôt des difficultés financières et ses opérations de constructions navales se retrouvent placées sous le contrôle comptable du Ministère de la Marine en décembre 1928. Néanmoins, Fujinagata traverse sans grandes difficultés la crise de la Grande Dépression.
En 1940, comme la plupart des autres entreprises d'importance stratégique pour l'effort de guerre japonais, Fujinagata est nationalisé et passe sous le contrôle du ministère de la Marine. En décembre 1944, Fujinagata emploie 16 508 travailleurs. Il est estimé que peut-être la moitié de ces employés à l'époque sont des Zainichi (Coréens), et au moins 150 sont des Australiens prisonniers de guerre qui sont utilisés au travail forcé en violation de la convention de Genève.
En juin 1945, les principaux chantiers navals Fujinagata sont détruits durant l'important bombardement d'Osaka vers la fin de la Seconde Guerre mondiale.
Après la guerre, Fujinagata est restauré en entreprise privée et récupère en produisant des bateaux de pêche, des navires marchands et des pétroliers. En 1962, il produit son premier méthanier. En octobre 1967, la compagnie est achetée par les constructions navales Mitsui, mettant ainsi fin à sa longue histoire de plus vieux constructeur naval indépendant du Japon.